# Landing on Water
Landing on Water är ett album av Neil Young, utgivet i juli 1986. Young återvänder här till mer rak rockmusik efter att ha testat andra stilar på de senaste albumen, men liksom det mesta av hans övriga 80-talsproduktion blev det ingen succé. Albumet nådde som bäst 58:e plats på Billboardlistan.

## Låtlista
Samtliga låtar skrivna av Neil Young.
1. "Weight of the World" - 3:43
2. "Violent Side" - 4:22
3. "Hippie Dream" - 4:14
4. "Bad News Beat" - 3:18
5. "Touch the Night" - 4:31
6. "People on the Street" - 4:33
7. "Hard Luck Stories" - 4:09
8. "I Got a Problem " - 3:19
9. "Pressure" - 2:46
10. "Drifter" - 5:06